# NGC 3258B
NGC 3258B (другое обозначение — PGC 83128) — линзообразная галактика (S0) в созвездии Насос.
Этот объект не входит в число перечисленных в оригинальной редакции «Нового общего каталога» и был добавлен позднее.